# Бриоско
Брио́ско (итал. Briosco, местн. Briusch, Briósch) — коммуна в Италии, в провинции Монца-э-Брианца области Ломбардия.
Население составляет 5676 человек (на 2004 г.), плотность населения — 935 чел./км². Занимает площадь 6 км². Почтовый индекс — 20040. Телефонный код — 0362.
Покровителями коммуны почитаются святитель Амвросий Медиоланский и святой Виктор, празднование в первое воскресение октября.